# The Crown Jewels
Pour plus de détails, voir Fiche technique et Distribution.
The Crown Jewels (Kronjuvelerna, littéralement « Les bijoux de la couronne ») est un film dramatique suédois coécrit et réalisé par Ella Lemhagen, sorti en 2011. Il s'agit de l'adaptation du roman suédois Familjelyckan de Carina Dahl.

## Synopsis
En pleine nuit, après une rencontre qui a mal tourné, Fragancia (Alicia Vikander) est arrêtée pour la tentative de meurtre de Richard Persson (Bill Skarsgård), le fils d'un propriétaire d'usine. Devant le commissaire, elle raconte l'histoire de leur enfance, leur passé, leur secret, de la mauvaise éducation à la rencontre avec le champion de hockey sur glace Petersson-Johnsson et à la fameuse nuit qui s'est terminée par des soupçons.

## Fiche technique
Sauf indication contraire, les informations mentionnées dans cette section peuvent être confirmées par la base de données cinématographiques IMDb,  présente dans la section « Liens externes ».
- Titre original : Kronjuvelerna
- Titre international et français : The Crown Jewels
- Réalisation : Ella Lemhagen
- Scénario : Ella Lemhagen, d'après le roman Familjelyckan de Carina Dahl
- Musique : Fredrik Emilson
- Direction artistique : Raimondas Dicius
- Décors : Roger Rosenberg
- Costumes : Moa Li Lemhagen Schalin
- Photographie : Anders Bohman
- Montage : Thomas Lagerman
- Production : Lars Blomgren, Tomas Michaelsson et Gabija Siurbyte

Production déléguée : Jessica Ask, Gunnar Carlsson, Lone Korslund et Christian Wikander
- Sociétés de production : Filmlance ; Sveriges Television (SVT), Film i Väst et Svenska Filminstitutet (SFI) (coproductions)
- Société de distribution : Nordisk Film
- Pays d'origine :  Suède
- Langue originale : suédois
- Format : couleur
- Genre : drame
- Durée : 120 minutes
- Dates de sortie :
  - Suède : 29 juin 2011
  - France : 10 février 2021 (Netflix[1]

## Distribution
- Alicia Vikander : Fragancia Fernandez
  - Louise Radon : Fragancia, jeune
  - Amanda Junegren : Fragancia, enfant
- Bill Skarsgård : Richard Persson
  - Jonatan Bökman : Richard, jeune
  - Edvin Ryding : Richard Persson, enfant
- Björn Gustafsson : Pettersson-Jonsson
  - Noah Byström : Pettersson-Jonsson, enfant
- Jesper Lindberger : Jesús Fernandez
- Michalis Koutsogiannakis : Fernandez Fernandez
- Alexandra Rapaport : Marianne Fernandez
- Sara Lindh : Karin Persson
- Ulrika Malmgren : Hedvig
- Loa Falkman : le directeur Persson
- Martin Eliasson : Karsten
  - Nils Wickman : Karsten, jeune
- Natalie Minnevik : Belinda
  - Josefine Högfelt Öijer : Belinda, jeune
- Rolf Lydahl : l'entraîneur
- Karin Ekström : Solvig
- David Lenneman : Goldie Bernhard
- Michael Segerström : le pasteur Hjalmar
- Nour El-Refai : la sage-femme
- Tomas von Brömssen : le commissaire Samnerud
- Jason « Timbuktu » Diakité : le gardien Remmy
- Karin Franz Körlof : la fille près de l'église (comme Karin Franzen Korlof)

## Production
Le tournage a lieu à Vilnius en Lituanie, en août 2010.